# 天水圍倫常滅門案
天水圍倫常滅門案是2004年在香港天水圍天恆邨發生的一件倫常命案，45歲父親李柏森長期對31歲妻子金淑英及兩名分別6歲和5歲的女兒李燕利和李子云施以家庭暴力，最終演變成謀害妻女。2004年4月11日，父親在寓所內斬殺妻女，其後報警並自刺身亡。死因裁判法庭於2005年9月裁定妻子及兩名女兒非法被殺，父親則死於自殺。案件震驚社會，引起大眾對家庭暴力、婦女權利，以及天水圍社區配套及支援不足等問題的關注。

## 背景
1997年，早年已偷渡來港、任職地盤散工的李柏森與結婚15年、和他育有一名兒子的元配離婚，回到四川老家，經友人介紹下認識來自峨眉山市仁壽縣農村、長年離鄉別井為家庭到深圳的飯店當服務員的金淑英。雙方交往後不久金淑英懷有身孕，同年誕下長女李燕利，至1998年7月於成都註冊結婚，翌月再誕下次女李子云。長女出生後，一家搬到深圳布吉生活。李柏森性情暴躁自大但嘴甜舌滑，結婚初期李柏森正常地對待金淑英，甚至對金淑英父母表現得十分敬重。惟李柏森曾遭車禍導致一條腿不良於行，感到自卑而對金淑英及女兒態度專橫，早於2001年已開始對三母女施行家暴。金淑英卻是個典型農村婦女，疼愛女兒，但性格懦弱而心軟，故處處忍讓李柏森。
2003年2月，女兒隨李柏森遷入天恒邨恒運樓單位居住，並在天華邨世德幼稚園就讀，日常生活由李柏森照料，金淑英則以雙程證穿梭兩地。自此李柏森再沒有找工作，靠3,000元綜援金過活。為了方便申請單程證的手續，李柏森向入境處謊報女兒為雙胞胎。2004年1月中，金淑英獲批單程證到香港與李柏森及女兒團聚，惟她不合資格申領綜援，且令李柏森失去單身綜援資格，李柏森認為金淑英到香港一同生活只是增加家庭經濟負擔而沒有貢獻，可是金淑英曾被一家餐廳聘用為侍應，更在保安課程中取得保安證，希望自力更生，豈料半日後即被李柏森恐嚇而要辭職；此外，金淑英亦向入境處坦承女兒並非雙胞胎，使李柏森被捕，故此李柏森極為不滿，又認為金淑英會對自己不忠，便開始惡劣對待金淑英及女兒。
李柏森要求三母女必須服從他命令，視他為一家之主，只要三母女行為稍有差錯也會遭他家暴。例如李柏森常常要求和金淑英半夜性交，被拒絕便剝奪三母女睡眠，用各種手段強行不准金淑英睡覺、甚至打爛家裏的東西。李柏森強烈的佔有慾也禁止三母女外出或以手機短訊與其他陌生人接觸，李柏森會毀壞金淑英的衣物令金淑英難以外出、若金淑英未得李柏森同意就離家便會遭毆打、被禁止回家等。李柏森更在家暴時將三母女趕出家門，三母女只能躲在樓層走廊哭泣或在邨內蹓躂。女兒也遭李柏森毆打及性侵犯，李柏森將女兒的臉部打傷，更趁與女兒同睡一床時摸她們私處。故此金淑英身心飽受折磨，女兒亦非常懼怕李柏森，鄰里見狀十分同情三母女的遭遇。2月19日，鄰居發現遭家暴後的金淑英與女兒瑟縮在樓層走廊哭泣，得知金淑英與李柏森吵架後被趕出家門，連衣物也被擲出來，鄰居遂建議向時任區議員陸頌雄求助，並轉介社會福利署跟進，期間金淑英向社署社工提及女兒曾被李柏森性侵犯一事，社工遂即時轉介個案到保護家庭及兒童組跟進，並安排三母女入住社署的維安中心宿舍。

## 案發經過

### 先兆
2004年2月20日，李柏森向鄧兆棠議員辦事處投訴社會福利署帶走了他女兒，要求鄧兆棠讓社署送三母女回家，但辦事處職員未能聯絡上負責的社工。三母女離家期間，李柏森曾報警指金淑英失蹤，更到處向鄰里揚言他要「養肥三母女後宰掉」、「做一件轟動全香港的大事」，鄰里以為李柏森在開玩笑，只勸說不要衝動。金淑英首次入住維安中心時，曾向舍友和社工透露李柏森買了刀放在枕頭底，更經常以「最後晚餐」等字眼恐嚇三母女要同歸於盡，惟社工不相信金淑英，同樣認為只是李柏森戲言；不過金淑英非常重視家庭，仍然多次表示掛念李柏森。3天後，警方替女兒錄口供，未能證明李柏森曾非禮女兒，金淑英立即表示要回家，更改變立場相信李柏森，2月24日金淑英帶著女兒離開維安中心搬回家，並向親自道謝陸頌雄議員，期間陸頌雄的助理曾勸告金淑英要考慮清楚是否適合回家居住，金淑英只是指不想女兒沒有了父親。
兩天後，社工家訪金淑英，期間金淑英趁李柏森走開，立即向社工說李柏森買了兩把刀和恐嚇要殺她，惟尋刀不果，社工覺得金淑英只是太多疑，沒有即時危險而無需報警。2月28日，金淑英自行在床底下尋獲兩柄30厘米長的菜刀，遂將刀送往鄰居家中，希望代為保管，金淑英解釋：「是老公買回來放在家裡，可能會傷害我和女兒」，並於致電社工表示李柏森買了刀要殺她，故感到驚慌及要離家，社工便再度安排三母女入住維安中心。3月5日，社署就金淑英個案展開由社工、老師及警方代表參與的「多方專業會議」，但李柏森和金淑英各因不想出席或沒空而缺席，只有各代表進行討論；由於無法證明李柏森曾性侵犯女兒，會議亦沒有發現金淑英遭李柏森暴力對待而身陷險境，結果不列為家暴個案，隨後將個案轉介到天水圍北綜合家庭服務中心跟進，並安排新的社工著力改善婚姻問題。金淑英第2次入住維安中心至3月8日，因為有感李柏森獨自在家十分孤單而決定回家，新社工見夫妻間相處和睦，僅勸李柏森不要再恐嚇金淑英。回家生活期間，李柏森對待金淑英甚為體貼，雙方關係稍有好轉。
不過，在金淑英的同鄉好友上門探望時，李柏森毫不忌諱展示自己被指控但沒有被定罪性侵犯女兒的警誡供詞，甚至女兒也在查問下點頭承認遭李柏森性侵犯，金淑英頻向同鄉好友表示感到非常徬徨，不知將來該怎樣打算。3月29日，社工約見李柏森和金淑英以跟進兩人婚姻問題，氣氛卻非常緊張，李柏森表示決定與金淑英離婚，因為不滿金淑英誣陷他性侵犯女兒，又在較早前向入境處職員坦承女兒並非雙胞胎而導致他被拘捕。

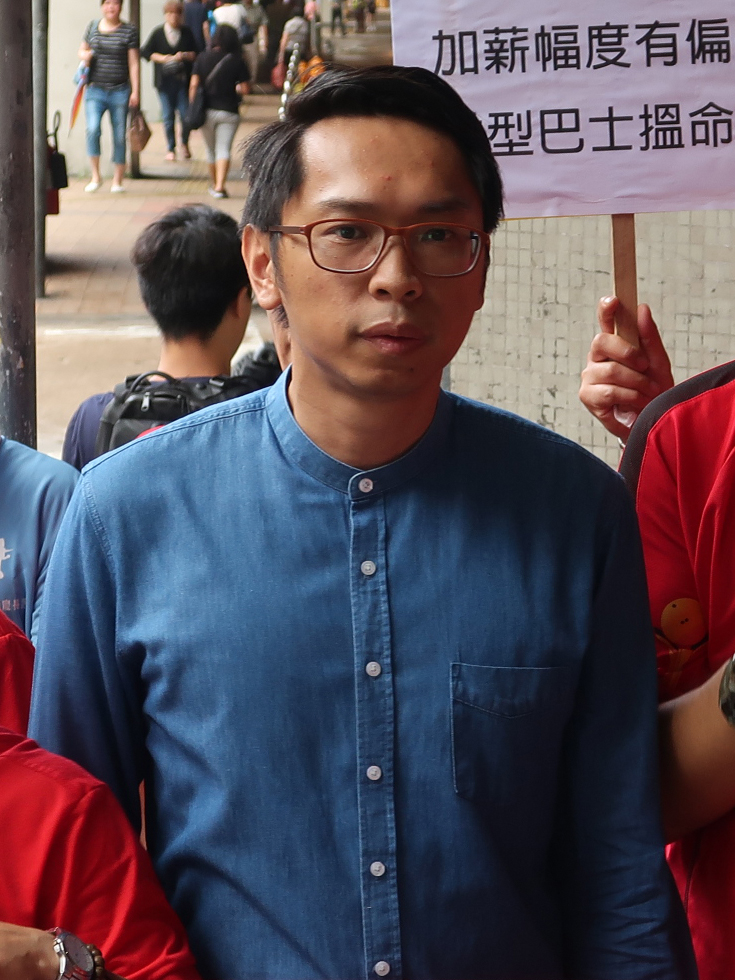
協助首次轉介金淑英個案到社會福利署跟進的時任區議員陸頌雄

4月9日，金淑英決定離家出走，惹怒了喝醉的李柏森而向三母女施行家暴，三母女被李柏森毆打而情緒激動，金淑英報警求助。兩名警員接報到場時，氣氛已回復平靜，李柏森正在清理現場；金淑英不斷哭泣，其右腳底被玻璃杯碎片割傷流血，身體各處被打傷或撞傷；女兒則躲在房間裡。警員將女兒交給鄰居照顧後，將李柏森和金淑英送往屯門醫院治療，金淑英需要手術縫合。期間警員把兩人分隔開，來回數次問話，金淑英稱因自己離家出走與李柏森爭執，互相推撞下被玻璃杯碎片割傷腳，警員向金淑英解釋她也有推撞李柏森，雙方均可被檢控，兩人遂同意和解，警員隨即向兩人發出「家庭事件通知書」及把案件列作「家庭糾紛」警告了事。調查於半夜完成，金淑英便第4度被送往維安中心，李柏森則把女兒接回家照顧。
金淑英在維安中心裡向宿友和社工表明要與李柏森離婚；此外，由於女兒沒有跟隨金淑英入住維安中心，金淑英有感於李柏森曾說「同歸於盡」，非常擔心女兒安危。另一邊廂，李柏森帶著女兒到金淑英的同鄉好友家尋找金淑英，同鄉好友質問李柏森得知兩人在前一晚曾打架，令金淑英再度入住維安中心。李柏森遂要求同鄉好友幫忙勸金淑英回家，表示自己知錯，希望金淑英能回到身邊，同鄉好友又質問李柏森是否想殺害家人，李柏森矢口不認，更爽快答應之後要好好對待金淑英的勸告。同鄉好友為此致電金淑英，金淑英卻表明絕對不會回家，還有離婚的打算。

### 事發
4月11日上午11時，金淑英接到李柏森來電，要求她立即回家，更威脅帶女兒回內地，令三母女以後無法見面。金淑英立即決定回家接走女兒，便於11時30分致電維安中心職員，職員考慮金淑英的人身安全，力勸不要回家但屢勸不果，只好叮囑金淑英要找警方陪同。中午12時，金淑英到天水圍警署求助，但警員以「三大原因」拒絕陪同金淑英，僅讓金淑英看看女兒是否安全，有事才致電999求助；金淑英便於12時25分告知職員此結果，表示已與李柏森取得聯絡，李柏森正帶著女兒找其地盤判頭取回薪金。12時47分，金淑英趕回家，發現李柏森和女兒仍未到家，隨即離開。金淑英再致電職員，表示曾回家查看情況但沒人，職員勸她立即離開不要獨留，但金淑英冷靜地著其放心，職員只能提醒她與維安中心保持聯絡。
至下午3時，金淑英致電維安中心的宿友，焦急地指家門被李柏森用鐵鏈鎖上，屋內沒人應門，女兒又不知所終，而且警員拒絕幫忙尋找，並推測女兒只是在屋裡鎖上門而已。由於正值復活節假期，宿友表示假日期間無法找社工或維安中心職員協助，金淑英遂指找到女兒便會立即回維安中心，隨即掛線。進屋後金淑英看見李柏森和女兒，李柏森持牛肉刀開始施襲。李柏森先是毆打及斬殺女兒，向長女李燕利及幼女李子云各斬15刀及4刀，傷口深至見骨、幼女臉部更有嚴重瘀傷。金淑英為求保護女兒與李柏森激烈糾纏，李柏森斬向金淑英，尤其集中攻擊其上半身，而金淑英亦奮力抵擋，被斬了十多刀而造成很深的刀傷，李柏森更褪去其衣服至只剩下內褲。最終三母女均氣絕身亡，李柏森伴屍至近下午7時，揭開衣服自刺腹部3刀而導致內臟受傷出血。他隨即用自己手機報警，稱是金淑英將他和女兒殺死後自戕。
消防員接報率先到場，見單位鐵閘沒有上鎖，大門虛掩但繫着防盜鏈，從門隙中看見屋內滿地血漬。警員及救護員隨後到場便破門進入，只見4人滿身鮮血倒臥客廳，血泊浸著行兇用的牛肉刀。李柏森仍在清醒狀態，救援人員隨即將李柏森送往屯門醫院搶救。而三母女當場被證實死亡，衣服被斬至破爛，雙目圓睜。長女李燕利躺在金淑英左邊，臉朝金淑英腿部。而金淑英側向長女方向躺去，前臂放在其腹部。幼女李子云躺在近窗處電鍋旁，上身浸在血泊中。李柏森送抵屯門醫院深切治療部後一直處於昏迷狀態，最終因多器官功能壞死，延至4月23日上午9時07分不治。

## 研訊
2005年8月15日，案件在死因裁判法庭展開研訊。共傳召18名證人作供。大批市民到庭旁聽。（案件編號：CCDI 642-4、705/2004）

### 呈堂片段
庭上播出金淑英2004年4月9日凌晨因被李柏森毆打而報案的10數秒電話錄音，當中金淑英以恐慌含糊的聲音求救：「我老公鎖埋門想打我哋」，且不斷傳出其慘叫及小孩哭聲，惟未來得及說出地址便被掛斷。接聽電話的報案中心通訊員出庭作供指，她在當天晚上約8時接獲金淑英報案，在通話中只聽到金淑英的一句說話便被掛斷。她遂向上司報告金淑英「被老公打到飛起」，要求代查報案地點，並重撥電話，但接通後只傳來慘叫和哭叫聲，通話便再度斷線。於是她在連接天水圍總區警察控制室的電腦系統鍵入「有人叫救命」，列為緊急案件，控制室派遣衝鋒車、救護車、巡警趕赴現場。她指每天上班會接獲近20宗家庭糾紛的報案電話。
庭上播放4月11日恆運樓的閉路電視片段。上午10時許，兩名女兒先後離開案發單位，而金淑英於12時47分進入恆運樓，2分鐘後離去，至下午2時，李柏森與金淑英及女兒先後抵達恆運樓大堂，一同乘搭升降機回家。此外，亦播出李柏森於晚上7時01分報警的電話錄音，他有氣無力稱：「我就快死啦……我老婆『隊冧』咗我兩個女呀，死咗啦……我唔郁得，流晒血，畀把刀（插），快搵啦……」他重複說出住址後，警方通信員追問他「貴姓及電話幾號」，他至少6次慢條斯理地說「哎呀」並掛線。

### 證人作供

#### 救援及調查人員
首批到達案發現場救援的高級消防員隊目作供時指出，2004年4月11日晚上約7時，他與3名同僚接報到場，發現單位鐵閘沒有上鎖，大門虛掩但繫著防盜鏈，從門隙中可見金淑英滿身鮮血躺在客廳中。消防員在警員和救護員到場後破門進入單位，發現金淑英身旁躺著其中一名女兒（李燕利），另一名女兒（李子云）則倒臥窗戶前，三人全無反應，而李柏森的手在動及仍有脈搏，於是送院搶救。他形容現場不算凌亂但滿地血漬。
案發後接報到場的警員供稱，他抵達案發單位後，見到一名男子（李柏森）仍然生還，該男子望過來想說話但說不出來。
法醫官在庭上指出，4月11日他曾到案發現場協助蒐證，金淑英及兩名女兒當場被證實死亡，死亡時間約是下午3時。金淑英前臂放在長女腹部，頸項、胸部、背部及右臂有超過10處深達5至16厘米的刀傷，其中心臟、肺部及頸項有3處致命傷，右臂一處插傷至骨折，左手4根手指亦懷疑因擋刀受傷。兩名女兒則各中15刀及4刀；長女李燕利躺在金淑英左邊，面朝金淑英雙腿，左肩、左胸、左腹及軀體被捅傷，刀傷集中於胃及肺部；下肢、左肩及腹部有褐色瘀痕，與其在4月11日向警員報稱兩天前被李柏森襲擊的情況相符，只是瘀痕會被衣服掩蓋而難以察覺；幼女李子云則躺在近窗處電鍋旁，胃部、胸部和背部被插傷，臉部有嚴重瘀傷。三母女衣衫被斬至破爛，均因身中多刀致失血過多死亡，傷勢顯示三母女是被殺害。至於李柏森於案發後4小時（晚上7時）送院仍然清醒，屯門醫院深切治療部主管估計李柏森嚴重內出血的情況在兩小時內必會因失血過多而死，故估計是在報警前數分鐘才受傷。法醫官續指，李柏森3處刀傷皆集中於腹部容易被插傷的位置；上肢全無抵擋襲擊時可引致的傷勢；其外衣雖滿布血漬，但沒有被割破痕跡。上述證據顯示李柏森可能拉開衣服用刀自刺腹部。警方在案發現場檢獲一把刀鋒長20厘米的牛肉刀，沾有血漬和人體組織，經化驗後證實為4人的DNA，4人的刀傷皆由牛肉刀造成。
屯門醫院急症室醫生書面供詞指，4月9日金淑英和李柏森因家庭糾紛報警而被送院，金淑英表示李柏森喝醉後打她頭和臉，推她到門邊撞到左肩，還被玻璃碎片割傷腳底。同時金淑英透露被酗酒及失業的李柏森3次毆打頭及臉並死亡恐嚇。

#### 與受害者或兇手相熟
金淑英的2名胞妹出庭作供。指2004年1月，金淑英取得單程證到香港與李柏森及女兒定居，但自此經常向她們投訴受到李柏森惡劣對待，例如三母女經常遭打罵；拒絕與之性交便不准睡覺，更會在寒冷深夜被趕出家門；經常被恐嚇不聽話便要斬殺她，且不可報警等等。甚至在案發前一星期，金淑英獨自到深圳探望妹妹，期間李柏森不斷致電催促她回香港，更恐嚇道：「你唔聽我話，我會殺你全家」、「我已經買咗刀，你唔返嚟大家一齊死」。金淑英亦指李柏森被次女吵醒後，打傷次女至臉腫幾天，對此金淑英非常擔心女兒的安危。故金淑英在4月9日回香港，並表示會想辦法帶女兒離開，惟李柏森已將女兒的出入境文件藏起。
金淑英的同鄉好友出庭作供稱，自己亦是新移民，不懂得怎樣教金淑英求助，「家醜不外傳」的心理下，一直勸雙方要冷靜對話。她在深圳結識金淑英，較金淑英早一年來港定居，來港後兩人仍會經常通電話。在深圳時，她曾見到金淑英其中一名女兒眼有瘀傷，金淑英指是李柏森用椅子毆打所致。年初她造訪金淑英在天恆邨的住所，金淑英向她表示李柏森性侵犯女兒，而李柏森更毫不忌諱地展示自己在2月25日被指控性侵犯的警誡供詞，在供詞中李柏森否認性侵犯女兒下身，辯稱幫女兒洗澡而不小心觸碰到女兒的私處，只屬父女親暱表現而非強迫行為，李柏森更提及曾因失業而與金淑英爭吵，金淑英之後帶著女兒離家出走；而金淑英帶女兒送她到車站離開時，女兒也點頭承認遭性侵犯，她遂提醒金淑英要小心看管女兒。金淑英亦透露感到十分徬徨，頻頻訴說不知將來的打算，更指李柏森剪爛及丟棄其衣服不讓外出、不准其出外工作以免增加領綜援的難度、禁止與陌生人交談等等；若未得到同意下離家便會遭毆打、被禁止回家、甚至經常被死亡恐嚇。至4月10日，李柏森帶著女兒到她寓所找金淑英，她從而得知金淑英和李柏森前一晚曾打架，金淑英受傷後報警並留在維安中心。李柏森聲言：「呢次乜都諗通晒，知自己錯，想老婆返嚟」，而她質問李柏森是否將刀藏在床下準備殺害家人，李柏森回應只是道具刀，她遂叮囑李柏森之後要好好對待金淑英，李柏森回答：「好呀，睇吓點樣好法！」。至於金淑英則而留在維安中心不肯回家，並致電她表示打算離婚。
金淑英在維安中心的宿友供稱，她於2004年1月底認識首次入住維安中心的金淑英，隨後3個月內金淑英共4次進出中心，更曾帶同兩名女兒一起入住。金淑英與她傾談時曾透露經常與李柏森爭執及被毆打，女兒亦有受牽連，而她有見到金淑英背部和手臂受傷。惟每次金淑英入住中心，李柏森便在社工面前跪地哀求金淑英回家，金淑英也心軟跟隨回家。金淑英知道李柏森曾向社工說：「唔好聽啲北姑講嘢，作出嚟都好信嘅」，而社工也不相信金淑英，即使多次求助亦不被正視，甚至被不停轉換社工，十分無助。4月10日，金淑英被李柏森打傷而第4度入住維安中心，她見金淑英面容憔悴、雙眼哭至紅腫、面上布滿雀斑。金淑英表明數天後會到法律援助署辦理離婚手續。4月11日，金淑英接獲李柏森的電話留言：「再唔返嚟，以後都見唔到兩個女」，遂決定回去接走女兒，宿友見金淑英要獨自回家，均叮囑遇有問題要立即報警。至下午3時，她接獲金淑英來電焦急地表示家門被鐵鏈鎖上，女兒又不知所終，情急之下只好報警求助，但警員卻回應她失蹤時間太短而拒絕跟進，並認為其女兒只是在家裡鎖起門而已。同時，由於當時正值復活節假期，宿友表示：「個個都知道假期無社工啦！」，只好叮囑金淑英自己一人回家要小心；金淑英指找到女兒便會立即回維安中心，隨即掛線。豈料三母女當天遭遇不測。她續指維安中心的電話屬保密，宿友在外遇突發事件無法聯絡中心，只可向跟進的社工求助。
金淑英的鄰居在庭上憶述2月19日發現金淑英的衣物等被李柏森棄置走廊後，帶金淑英到區議員辦事處暫避，金淑英再向天水圍北綜合家庭服務中心求助。此外，金淑英曾拿著兩把以報紙包著的菜刀到她家，並稱：「老公買返嚟，擺喺你度好啲！」，而她沒過問原因就代為藏起。
庭上讀出李柏森3名親友的證供，顯示4月11日早上11時至下午1時期間，先後向其內地同村兄弟及堂妹共2,000元，並向地盤判頭取回3日前在粉嶺工業村從事水泥工作的550元薪金，3人皆表示李柏森表現正常。堂妹透露李柏森於1980年自內地偷渡到香港，之後也一直保持聯絡。因為要與內地的情婦（金淑英）結婚而在1997年與結婚15年的前妻離婚；判頭稱李柏森為人勤力及性格溫和，自1995年起僱用其從事地盤散工，並沒有發生過打鬥事件。
李柏森與前妻所生的兒子透過書面作供，指出李柏森並非脾氣暴躁之人，只會在他做錯事時打一兩下作懲戒。

#### 警方
2004年4月9日到場處理李柏森和金淑英衝突的兩名警員供稱，他們在巡邏期間接報到場，單位的鐵閘及大門均敞開，金淑英在裏面一度情緒激動哭泣，右腳底被玻璃割傷；李柏森則已清理好地上的玻璃碎片，女兒則躲在房間。警員初步查問糾紛緣起後，陪同兩人乘救護車到屯門醫院治理，在醫院金淑英供稱因自己離家出走與李柏森爭執，互相推撞間誤踏被推跌的玻璃杯碎片受傷，並沒有遭李柏森毆打。由於兩人均表明不會追究，他遂將案件列作「家庭糾紛」處理，向他們警告了事，並轉介社工跟進。惟在庭上，警員對於金淑英曾在當時告知醫生被酗酒及失業的李柏森3次毆打打頭及臉並死亡恐嚇表示不知情。代表金淑英家屬的何俊仁律師及裁判官均質疑警員的處理手法，認為金淑英被阻止離家足以構成非法禁錮罪，而被割傷則涉及更嚴重的刑事罪行，警員應該向金淑英追問其家庭背景，且一般程序應將李柏森拘捕，錄取供詞始決定是否起訴。但警員反駁稱，天水圍發生多宗同類案件，兩年間只有兩宗被正式起訴，他基於案件沒有涉及刑事成份，金淑英無嚴重表面傷痕，加上雙方表示不追究，才沒有拘捕行動，他強調做法合乎警隊守則；但他沒有想過金淑英可能因為李柏森在場而不敢指證。

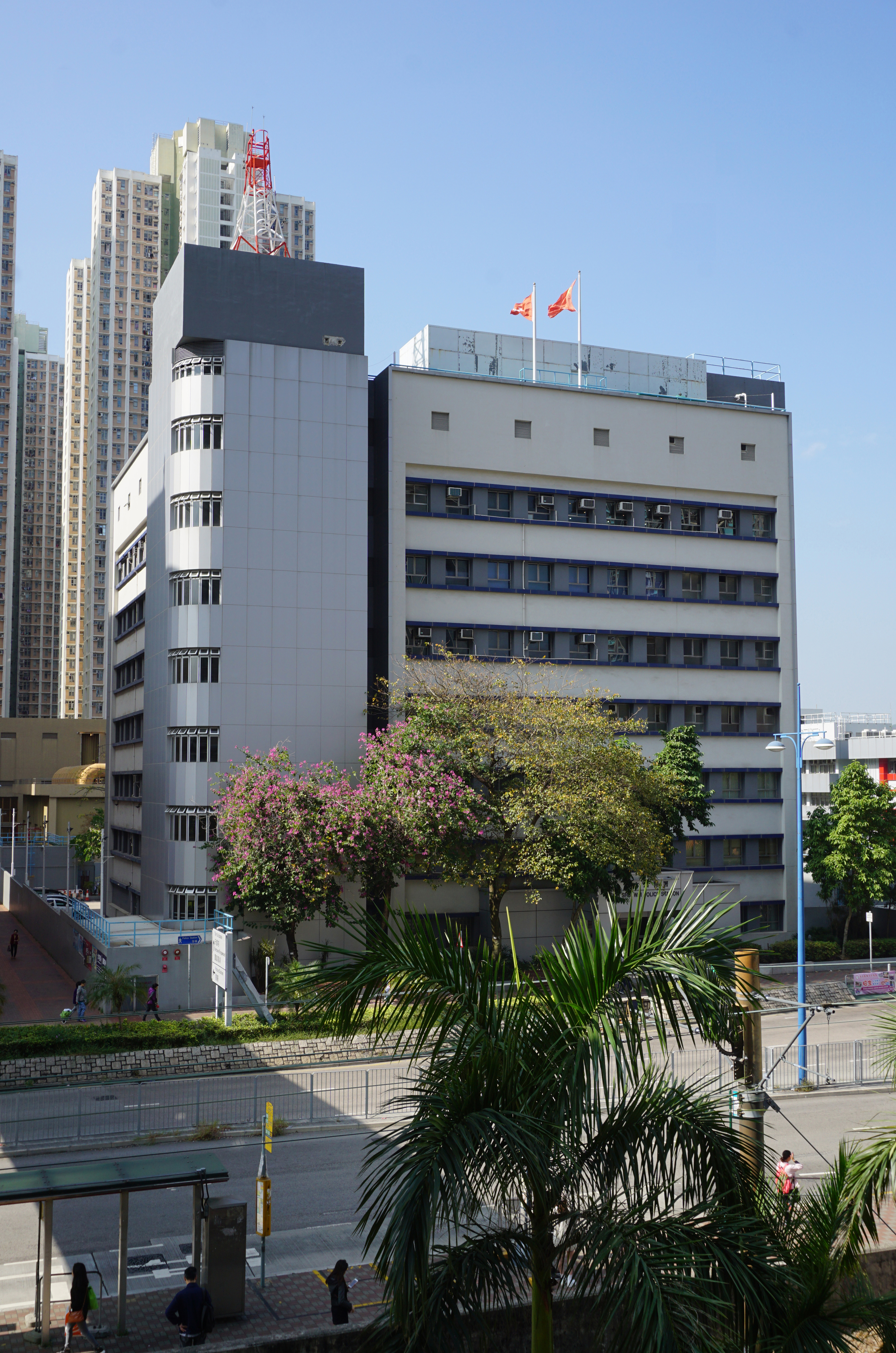
案發當天金淑英曾親自到天水圍警署報案，希望警員能協助尋回女兒但遭拒絕

4月11日駐守天水圍警署的報案室助理值日官出庭作供。當天約中午12時金淑英前來報案，指李柏森企圖帶走女兒回內地，要求派警員陪同回家找女兒，並表明自她離家出走，每次見李柏森均會發生爭吵，擔心李柏森會襲擊她及傷害女兒。但他以「三大原因」評估金淑英沒有即時危險而拒絕派出警員：
1. 李柏森帶了女兒出門，沒人在家，證實女兒是安全的。
2. 金淑英當時住在維安中心，其人身安全有保障。
3. 4月9日金淑英的報案紀錄只顯示個案僅屬普通家庭糾紛，所以很有可能是當天糾紛的延續。

因此，他向金淑英指即使他派員也不能找到女兒，而且社工處理家庭糾紛比警察專業，故建議金淑英先找社工幫忙才考慮報警。金淑英逗留10多分鐘後表示稍後再報案便匆忙離開。由於他沒有派員處理且工作繁忙，沒有多作紀錄。代表金淑英家屬的律師指出，值日官於案發數天後接受上司問話時連金淑英報案一事也沒有印象，不久才記起此事，並解釋是服了藥才一時忘記；而沒有紀錄一事則解釋是當時太忙，並非以該「三大原因」解釋。故律師質疑值日官只是因太忙而拒絕派員協助，其他原因是事後編出來的；值日官否認上述指控，回應「未來嘅嘢我估唔到」。死因裁判官及律師認為，金淑英與李柏森均欲撫養女兒，雙方一旦相遇很容易發生衝突，警員有職責預防家庭暴力發生，即使只有潛在危險亦應介入處理。
警隊訓練主任庭上指出不論學警或在職警員，均會接受處理家庭暴力的訓練。警隊程序手冊中，家庭暴力不包括恐嚇行為。死因裁判官指現行警隊對家庭暴力的指引混亂，認為有必要修改訓練教材，效法社署將恐嚇及持續恐嚇也歸入家庭暴力。訓練主任回應表示警隊沒有因應是次案件作出訂正，但她同意提議，考慮更新有關手冊，而警員面對潛在的罪行應加以調查。
警方保護兒童政策組警司出庭講述部門事後的改進。她指警方事發後已即時檢討處理家庭暴力的機制及程序：包括加強前線人員的訓練、加強警隊與社會福利署及其他社工機構的溝通，直接處理各方前線人員所遇到的問題。又設立中央家庭暴力資料庫，可讓前線人員搜尋到涉案人士兩年內是否牽涉其他家庭暴力案件，以及曾轉介社署處理個案的主理社工姓名及聯絡方法，讓前線人員在得到個案的背景資料後能作出相應行動。她亦指出天水圍區內家庭糾紛數字較高，但相信警隊的訓練足以提醒前線人員處理家庭暴力案的方法及要求。至於4月9日兩名警員將金淑英投訴遭李柏森毆打的案件被列為「家庭糾紛」，警司認為兩警員的處理手法無誤，但對於4月11日值日官拒絕安排警員陪同金淑英回家的做法則不予置評。

#### 社工
社會福利署保護家庭及兒童服務課主任作供，指2004年2月19日她接獲天水圍北綜合家庭服務中心轉介金淑英的個案，於是與金淑英會面處理。金淑英指控李柏森買刀恐嚇並稱要斬她內地的父母；此外在女兒僅2歲時，以下體摩擦女兒下陰外圍，但之後便沒再親眼目睹過性侵犯。她便安排金淑英和女兒們入住維安中心，期間李柏森曾致電詢問妻女所在，得悉在維安中心後表現平靜，而金淑英和女兒們於2月24日回家。至2月26日家訪，金淑英表示李柏森買了刀，她們遂在家中尋刀但不果，她覺得只是金淑英多疑，不肯定是否真有其事，便判斷金淑英沒有即時危險，只建議金淑英在有危險時報警。2月28日，金淑英再次被李柏森恐嚇而到維安中心暫住。至3月5日，她與兩夫婦會面，由於指引提及盡量不要觸及雙方敏感處，故不提及金淑英最擔心的家中藏刀及死亡恐嚇等事件，以免加深摩擦，李柏森當時亦表示是「隨口講」。同日，社工、老師及警方代表對個案展開「多方專業會議」，有提及死亡恐嚇一事，會議結論為不列作家庭暴力個案，由天水圍北綜合家庭服務中心跟進兩人的婚姻問題，社署則處理金淑英和女兒的福利安排，但由於金淑英承諾照顧女兒，故毋須實行兒童保護令。3月6日，金淑英突然有感李柏森在家裡很孤獨，便回家煮飯，3月8日正式搬回家居住。3月8日她將個案轉介回天水圍北綜合家庭服務中心，不再跟進。
但代表金淑英家人的律師何俊仁質疑主任，指出主任於3月5日轉介金淑英入住維安中心的信件中，清楚指明金淑英是因為被李柏森死亡恐嚇而受驚，所以要求帶女兒到中心暫避；而且在會議所提交的報告亦明言金淑英是被死亡恐嚇才再次入住中心，身為經驗社工的主任理應知道這已足以構成刑事恐嚇，其判斷有違社署於1996年製作有關虐待配偶的指引。主任則否認對金淑英被死亡恐嚇知情，表示自己在撰寫那些文件時用錯字眼，而且是在工作後才到警署錄取口供，當時不在狀態及對事件混淆所致，非故意維護部門形象。至於在會議上，她確實有提到金淑英被李柏森死亡恐嚇，但與會的各方代表經評估後認為恐嚇內容並不真實，亦未有證據顯示個案中有家庭暴力成分。此外，就金淑英指控李柏森性侵犯女兒一事，警方在替女兒錄取供詞但未能取得證據後，金淑英突然改變立場相信李柏森，並要求停止調查。她承認此事減低了自己對金淑英言語的信任程度，但並非她評定金淑英被死亡恐嚇也沒即時危險的原因，主要是金淑英入住維安中心後多次表示掛念李柏森及稱「無咗個家唔得」，亦曾見李柏森把手放在金淑英大腿上，表現親密和睦。
維安中心負責人作供指，金淑英在2月入住維安中心時，已透露李柏森買刀回家及曾死亡恐嚇，惟這些事件與轉介金淑英入住中心的社工所提供的資料一致，故未有將金淑英的擔憂轉告社署主任。另外，金淑英於4月11日早上致電她要求回家接女兒，因為李柏森聲言若金淑英不立即回家就會帶女兒到內地，令母女不能見面。她考慮到金淑英的人身安全，力勸金淑英不要回家，但在金淑英的堅持下，只好叮囑金淑英報警，在警方陪同才回家，並且要與中心保持聯絡。至中午，金淑英再致電表示在家裡找不到李柏森及女兒，且被警方指示出了事才再報警，求助不獲受理。她遂叫金淑英要即時離開，但金淑英堅持等候女兒回家，還淡定地指：「你放心啦，我識保護自己㗎啦。」裁判官公開勉勵維安中心負責人切勿為是次案件感到氣餒，且讚揚他們積極協助婦女的精神。
曾代替社署主任緊急轉介金淑英再入住維安中心的社工被傳召出庭作供，以印證主任是否對金淑英受李柏森死亡恐嚇不知情。社工表示金淑英於3月28日致電她時，以焦急驚恐的語氣要求再入住維安中心，並提到李柏森買了刀，故感到驚慌及要離家。惟她已記不起該次通話的確切內容及自己有否將金淑英的話轉述予主任知道。
維安中心職員在庭上供稱，4月11日早上11時，金淑英指李柏森威脅帶女兒回內地及變賣家當，金淑英覺得再也不能見女兒，遂要求回家。中午12時，金淑英身處天水圍警署，但警員卻叫金淑英：「返屋企睇吓兩個女安唔安全，如果有事，可以打999」。12時25分，金淑英與她再通電話，金淑英指李柏森正帶着女兒找朋友借錢。下午1時許，她從中心負責人得悉金淑英已回到家中，打算稍後接女兒回中心。
金淑英接觸的社工表示，她在案發前接手金淑英一家的個案。李柏森在3月29日提出離婚，且對金淑英有諸多不滿，包括投訴金淑英向入境處坦承兩名女兒並非雙胞胎，但內地文件報稱相同出生日期，令李柏森被入境處職員質疑而被捕，故李柏森需要找黑社會人士恐嚇職員才能替女兒取得證件；金淑英向警方誣陷李柏森性侵犯女兒；或金淑英在家鄉使計向李柏森要錢等等。但社工知道李柏森並不是希望與他人在一起才離婚，夫妻在3月15日時仍相處融洽愉快，不料關係很快急轉直下。由於她在後期才接手個案，故對「多方專業會議」認定個案不存在家暴問題的決定並無存疑。
社署總社會工作主任（家庭暴力）向法庭提交專家檢討小組在發表調查報告後9個月進行的檢討文件，指社署已就報告內大部分建議作出跟進，亦有效加強社區對家庭的支援，及解決家庭暴力及虐待兒童的問題。另外在2005年度針對家庭及兒童福利資源調配的增加，亦有助改善現況。社署在事發後不但加強與其他政府部門合作以改善社區設施，亦加強了前線員工的訓練，改善機制及服務，又檢討指引及在元朗區成立特別工作小組負責協調工作。

## 判決
2005年9月5日，經過長達13日的死因研訊，死因庭作出裁決。死因裁判官韋達引導陪審團時表示，由於社會福利署社工在庭上的供詞與提交社署的報告不一致，他提醒陪審團要以社署報告為準。
由5名男性組成的陪審團一致裁定，李柏森死於自殺，而金淑英、李燕利及李子云則死於非法被殺。陪審團亦就警方及社署人員在案中對於家庭暴力的處理手法，提出共12項改善建議：
- 在整體建議方面：
  - 對家暴採取「零容忍」的態度，並建議進一步研究如何落實這概念。
  - 在公眾教育和公務員培訓上著重家暴。

- 針對警方方面：
  - 標準化調查程序：問話清單和記錄表格。
  - 前線警員在充分查清事實前無權將案件嚴重性的分類降低。
  - 前線警員不應擔任調解員。
  - 在家暴重災區應向警員作更全面的培訓。
  - 所有到警署的報案，當值警員需全面記錄在案。

- 社會福利署及非政府組織方面：
  - 社工須考慮向事主提供傳呼機號碼，以便在緊急時可直接聯絡社工。
  - 改善轉介個案程序，需有以往的書面會議記錄和相關文件。
  - 跨部門專家個案會議的參加者應覆核和考慮全面的情況及在有需要時對案件作重新分類或界定，而不是純粹集中於處理懷疑案件。
  - 社署應監察對非政府組織社工的培訓，而培訓的水平應與社署一致。

- 非政府組織方面：
  - 陪審團建議設立制度以確保所有個案被高級職員定期覆核。

## 大眾反應

### 官方
時任社會福利署署長鄧國威對事件感到難過，但拒絕評論事件是否涉及人為疏忽，認為前線社工已盡力提供支援及意見，並指專業社工的評估不可能百分百準確，若求助人未有提供全部資料，評估會存在很大差距。另外，他稱社署早已得悉天水圍的家庭問題比較嚴重，將會一直增加資源。此外，社署邀請了社會福利諮詢委員會成員尹志強、社會服務專家周永新和臨床心理服務專家曾潔雯組成「天水圍家庭服務檢討小組」，深入探討天水圍的家庭服務問題及改善方法，小組最終向社署署長提交報告包括25項建議，惟不少建議遲遲未落實。有婦女團體代表質疑，若然社署職員接獲求助時能警覺問題的嚴重性，對家庭暴力有高度敏感，悲劇是可以避免的。
時任警務處處長李明逵針對事件進行警隊內部調查，結果表示現有處理家庭暴力案件的程序及指引並無問題，只是事件上可能有人為疏忽。他重申警方非常重視家庭暴力案件，會積極配合社署。此外，警方在事件後加強訓示前線警員要謹慎處理家庭暴力事件，除嚴格執行填報「家庭暴力事件通知書」，並更新行使多年的守則及指引印在卡紙上，協助警員更好地處理事件。另外又將一些志願機構的資料，印製成小冊子供警員參考，協助事主第一時間得到援助。

### 市民
元朗區區議員指出天水圍區內存在不少社區問題。區議員周永勤和陸頌雄指，天水圍人口自1999年急劇增加，弱勢社群甚多，但政府資源不斷削減，區內社工比例嚴重失衡至近一名社工處理10,000宗個案、康樂設施亦不足，問題根本不能解決。而曾親自接觸過金淑英求助的區議員陸頌雄對於事件表示震驚及深切哀悼，他質疑警方及社署未能專業及妥善地處理個案，有關人士多次跟進金淑英的個案也未能判斷潛在危機，從而及早防範悲劇發生，懷疑是否涉及人為疏忽。而且天水圍區內對於受家庭暴力影響婦女的支援及設施嚴重不足。新移民被社會邊緣化，支援服務亦只是「硬件配套」，並沒有深入了解他們的需要及留意心理狀況，故敦促政府盡快增加天水圍的社區服務及輔導資源，特別針對新移民適應、青少年成長、家庭服務等問題，以及改善社工人手比例，檢討及加強個案跟進處理，以防悲劇再次發生。
金淑英的兩名妹妹專程從內地到香港旁聽研訊過程，直指部份作供的專業人士口供前後矛盾，似有維護部門利益之嫌。此外，她們表示姊姊嘗試求助卻得不到支援，故不接受警方代表律師指事件屬「不幸」，認為若各部門能認真及嚴肅地處理其姊姊的投訴，便不會導致慘劇發生，故希望香港各界不會因是次事件才對家庭暴力問題產生一陣子關心，而沒有汲取經驗及教訓，多關心及聆聽求助婦女的真正需要，並落實死因庭的建議，防止再發生類似事件。
天恆邨居民對於事件感到震驚及沉重，以附近和金淑英及女兒相識的鄰居為甚，案發後連日到案發單位門外為三母女上香拜祭，送上最後心意；有大批居民及婦女團體參與邨內進行的法事和祭祀。另外，有不少居民感到不安，因事件出現負面情緒而需要心理輔導。也有居於案發單位附近的鄰居感到惶恐不安而向房屋署要求調遷並獲批。而教育局也有安排教育心理學專家及社工到女兒就讀的世德幼稚園為同學與教師疏導情緒，部分人出現情緒不穩。
大部分市民不滿警方及社署疏忽處理金淑英求助。金淑英家人對警方漠視金淑英前往天水圍警署報案一事，均感大惑不解及不能接受。而金淑英鄰里感到非常憤怒，抨擊警方對新移民求助個案採取敷衍態度，並到天水圍警署外抗議，指三母女是警方疏忽而害死的。同時，有居民和婦女團體抗議指社署疏忽，沒有及時提供服務和支援，缺乏危機意識，間接導致事件發生，故要求社署及政府公開道歉、徹查事件及公開調查報告。直至案發10週年，仍然有婦女團體為事件舉行默哀儀式，藉此引起大眾及政府對家庭暴力與婦女權益的關注。

## 後續發展

### 改編作品
此案件被改編成亞洲電視劇集《危險人物》第18集「天水圍倫常慘案」及2009年香港電影《天水圍的夜與霧》。在研訊過程中，電影導演許鞍華曾到庭旁聽搜集資料。

### 案發單位
案發後房屋署將案發單位收回，以「特快公屋編配計劃」形式供公屋申請人自選租賃。惟單位一度空置長達約10年，房屋署更曾提供長達12個月減半租金優惠，終於在2014年出租予巴基斯坦籍人士，但2022年單位再度空置，重回特快編配公屋名單內，房屋署亦不再提供租金優惠，月租2,178港元。

## 注解
1. ↑  金淑英到香港生活即顯示女兒有妻子照顧，李柏森便失去資格。
2. ↑  婦女庇護中心之一
3. ↑  意思為：我老公鎖門想打我們
4. ↑  意思為：我快死了……我老婆殺死了兩個女兒，死了……我不能動，不斷流血，被刀捅了，快找人幫忙……
5. ↑  意思為：你不聽話就殺你全家
6. ↑  意思為：我已經買了刀，你不回來就一起死
7. ↑  意思為：想清楚及知錯了，想老婆回來
8. ↑  意思為：好啊，看看會怎樣地好
9. ↑  意思為：別信那些内地女人亂講的話
10. ↑  意思為：再不回家，以後都別再想見女兒
11. ↑  意思為：誰都知假期不會有社工當值的
12. ↑  意思為：老公買回來的，放在你那裡安全點
13. ↑  意思為：未來的事我猜不到
14. ↑  意思為：沒了家不行
15. ↑  意思為：放心吧，我會保護自己
16. ↑  意思為：回家見女兒有事才撥打999
17. ↑  「家庭暴力事件通知書」是前線警員在處理家庭暴力事件時，若受害人表示不追究，警員會要求受害人及涉案者簽署通知書作紀錄，警告涉案人士，保留起訴權利，若再犯會被即時檢控。

## 外部連結
- 莊耀洸：奮力求生，難逃一死：記天水圍滅門案死因研訊，輯於吳惠貞編著《天水圍家暴慘劇後五年：化悲憤為力量》頁98-105
- 保良局婦女庇護中心服務簡介